# 風雲 (1980年のテレビドラマ)
『風雲』（英語: This Land is Mine）とは、香港の無綫電視（TVB）が1980年に制作・放映したテレビドラマ、全68話。日本未公開。

## キャスト
- 何文達・・・劉松仁
- 何思雅・・・黃杏秀
- 楊麗君・・・馮寶寶
- 周民生・・・ジョージ・ラム（林子祥）

## 主題歌

### オープニングテーマ
「風雲」
作詞 - ジェームズ・ウォン（黃霑）、作曲・編曲 - ジョセフ・クー（顧嘉煇）、歌 - 仙杜拉

## スタッフ
- 脚本：羅卡
- 製作：ゲイリー・チョウ（鄒世孝）

電視廣播有限公司○MCMLXXIX
| 無綫電視系 月曜〜金曜19:00枠             | 無綫電視系 月曜〜金曜19:00枠           | 無綫電視系 月曜〜金曜19:00枠              |
| 前番組                                   | 番組名                                 | 次番組                                    |
| ---------------------------------------- | -------------------------------------- | ----------------------------------------- |
| 網中人 （1979年10月1日 - 1980年1月18日） | 風雲 （1980年1月21日 - 1980年4月18日） | 親情不變 （1980年4月21日 - 1980年8月1日） |